# Roy Carroll
Roy Eric Carroll (* 30. September 1977 in Enniskillen) ist ein nordirischer Fußballtorhüter.

## Karriere

### Verein
Carroll begann seine Karriere bei Hull City. Noch als Jugendspieler wechselte er im April 1997 zu Wigan Athletic und debütierte für diesen Verein 1998 in der Premier League. Manchester United verpflichtete ihn im Juli 2001 für 2,5 Millionen Pfund. Dort musste er sich mit dem französischen Nationaltorwart Fabien Barthez auseinandersetzen. Mit Manchester gewann er 2002/03 die Meisterschaft. In der folgenden Saison wurde der US-amerikanische Nationalspieler Tim Howard verpflichtet, der an Carrolls Stelle Barthez als Stammtorhüter ablöste. Erst in der Saison 2004/05 war Carroll zwar erster Torhüter, wurde jedoch nach einigen Fehlern erneut von Howard abgelöst.
2005 verlängerte er seinen Vertrag bei Manchester United nicht, nachdem ihm keine Stammplatzgarantie gegeben wurde. Stattdessen wechselte er zu West Ham United. Nach zwei Jahren in London und 31 Meisterschaftsspielen heuerte ihn im Juli 2007 der schottische Spitzenklub Glasgow Rangers an. Nur knapp ein halbes Jahr später kehrte er im Januar 2008 nach England zurück, um fortan für den damaligen Premier-League-Verein Derby County zu spielen. Im August 2009 wechselte er zum dänischen Erstligisten Odense BK und unterschrieb einen Drei-Jahres-Vertrag. Im Februar 2011 verließ Carroll Odense BK, nachdem diese den zu der Zeit vereinslosen Deutschen Stefan Wessels verpflichteten. Carroll gab an, in seine Heimat wechseln zu wollen, musste sich zuvor jedoch aufgrund einer Alkoholkrankheit unter falschem Namen in einer Entzugsklinik aufhalten.
So absolvierte er im Januar 2011 ein Testspiel für Reservemannschaft für Sheffield United gegen Barnsley, in dem er zwei Tore in 25 Minuten kassierte und nach dem Verursachen eines Elfmeters vom Platz gestellt wurde. Aufgrund dieser schlechten Leistung wurde ihm kein Vertrag angeboten. Danach trainierte er zur Probe beim Drittligisten FC Barnet, wo er als Spieler-Trainer vorgesehen war. Auch dies scheiterte, obwohl er in seinem einzigen Spiel als Trainer den Hertfordshire Senior Challenge Cup gewann. Im Juli 2011 testete der Zweitligist Preston North End Carroll, die ihn beim 7:1-Freundschaftsspielsieg gegen Kendal Town F.C. einsetzten – ein Vertragsangebot von Preston wurde in letzter Minute jedoch zurückgezogen.
Nach acht Monaten Vereinslosigkeit wechselte Carroll in der Saison 2011/12 zum griechischen Erstligisten OFI Kreta. Nach Ablauf der Hinrunde, Carroll hütete in 16 Spielen das Tor der Kretaner, unterschrieb er einen Vertrag bei Olympiakos Piräus. Der Verein löste den Vertrag mit dem erst in der Sommersaison verpflichteten argentinischen Keeper Franco Costanzo auf und verpflichtete den Nordiren für 18 Monate. Roy Carroll kam im Hinspiel des Sechzehntelfinales der UEFA Europa League 2011/12 gegen Rubin Kazan zu seinem ersten Einsatz: Er löste in der 73. Spielminute Balázs Megyeri, der nach einer Notbremse die rote Karte gesehen hatte, im Tor ab. Der Nordire hielt den darauf folgenden Elfmeter und ebnete dem griechischen Team, auch dank seiner herausragenden Leistung im Rückspiel, den Weg ins Achtelfinale.
Am 4. August 2014 wechselte Carroll zum englischen Drittligisten Notts County. Im ersten Jahr bestritt er bis auf eine Länderspiel-bedingte Pause alle Saisonspiele als Stammtorwart, konnte aber den Abstieg des Vereins auch nicht verhindern. In der vierten Liga blieb er Stammtorwart, im Frühjahr 2016 wurde er aber längere Zeit auf die Bank gesetzt, bevor er in den letzten beiden Saisonspielen wieder ins Tor zurückkehrte.

### Nationalmannschaft
Carroll ist nordirischer Nationalspieler. Sein erstes Länderspiel bestritt er am 21. Mai 1997 in Thailand, das 0:0 ausging. Danach wurde er erst wieder 2000 berücksichtigt und kam in den folgenden Jahren nur sporadisch zu einzelnen Einsätzen.
Am 2. Juni 2012 kehrte Carroll nach sechsjähriger Abstinenz im Freundschaftsspiel gegen die Niederlande in die Nationalmannschaft zurück. Anschließend konnte er sich als neuer Stammtorwart durchsetzen und bestritt alle 10 Spiele der WM-Qualifikation 2012/13 als Nummer eins. Die blieb er auch in den ersten 5 Spielen der Qualifikation für die Fußball-Europameisterschaft 2016. Dann verlor er aber seinen Platz im Tor an Michael McGovern. Ins Aufgebot für die EM in Frankreich wurde er als zweiter Torhüter aufgenommen, wurde aber nicht eingesetzt.

## Erfolge
- Football-League-Trophy-Sieger 1999 mit Wigan Athletic
- Englischer Meister 2003 mit Manchester United
- FA-Cup-Sieger 2004 mit Manchester United
- Dänischer Torhüter des Jahres 2009
- Griechischer Meister: 2011/12, 2012/13, 2013/14
- Griechischer Pokalsieger: 2011/12, 2012/13